# Hongkong az 1988. évi nyári olimpiai játékokon
Hongkong a dél-koreai Szöulban megrendezett 1988. évi nyári olimpiai játékok egyik részt vevő nemzete volt. Az országot az olimpián 11 sportágban 48 sportoló képviselte, akik érmet nem szereztek.

## Asztalitenisz
Férfi
| Versenyző                                    | Versenyszám | Csoportkör | Csoportkör | Nyolcaddöntő      | Negyeddöntő       | Elődöntő          | Döntő             | Helyezés |
| Versenyző                                    | Versenyszám | Ellenfél Eredmény | Hely.      | Ellenfél Eredmény | Ellenfél Eredmény | Ellenfél Eredmény | Ellenfél Eredmény | Helyezés |
| -------------------------------------------- | ----------- | --- | ---------- | ----------------- | ----------------- | ----------------- | ----------------- | -------- |
| Liu Fuk Man                                  | Egyes       | H csoport · Massimo Costantini (ITA) · 3:0 · Marcos Núñez (CHI) · 3:0 · Ilija Lupulesku (YUG) · 0:3 · Ono Szeidzsi (JPN) · 2:3 · Garfield Jones (JAM) · mérkőzés nélkül · Kim Van (Kim Wan) (KOR) · 3:1 · Andrej Mazunov (URS) · 3:2 | 3.         | kiesett           | kiesett           | kiesett           | kiesett           | 17.      |
| Lou Chűn-szung (Lo Chuen Tsung)              | Egyes       | C csoport · Yomi Bankole (NGR) · 3:0 · Abdul Wahab Ali (IRQ) · 3:0 · Yi Ding (AUT) · 2:3 · Csen Lung-can (Chen Longcan) (CHN) · 2:3 · Alain Choo Choy (MRI) · 3:0 · Vu Ven-csia (Wu Wen-Chia) (TPE) · 3:1 · Harczi Zsolt (HUN) · 3:0 | 3.         | kiesett           | kiesett           | kiesett           | kiesett           | 17.      |
| Vong Vong Ju                                 | Egyes       | G csoport · Carl Prean (GBR) · 0:3 · Mourad Sta (TUN) · 3:0 · Joe Ng (CAN) · 3:2 · Mario Álvarez (DOM) · 3:2 · Ju Namgju (Yu Nam-Gyu) (KOR) · 0:3 · Leszek Kucharski (POL) · 1:3 · Jindřich Panský (TCH) · 1:3 | 5.         | kiesett           | kiesett           | kiesett           | kiesett           | 33.      |
| Lou Chűn-szung (Lo Chuen Tsung) Vong Vong Ju | Páros       | D csoport · NSZK (FRG) · Jörg Roßkopf · Steffen Fetzner · 1:2 · Japán (JPN) · Szaitó Kijosi · Vatanabe Takehiro · 0:2 · Brazília (BRA) · Carlos Kawai · Cláudio Kano · 0:2 · Nigéria (NGR) · Fatai Adeyemo · Yomi Bankole · 2:0 · Chile (CHI) · Jorge Gambra · Marcos Núñez · 2:0 · Dél-Korea (KOR) · An Dzsehjong (An Jae-Hyeong) · Ju Namgju (Yu Nam-Gyu) · 0:2 · Lengyelország (POL) · Andrzej Grubba · Leszek Kucharski · 0:2 | 6.         |                   | kiesett           | kiesett           | kiesett           | 21.      |
| Chan Chi Ming Liu Fuk Man                    | Páros       | A csoport · Svédország (SWE) · Erik Lindh · Jörgen Persson · 0:2 · Japán (JPN) · Ono Szeidzsi · Mijazaki Josihito · 0:2 · Nagy-Britannia (GBR) · Alan Cooke · Carl Prean · 0:2 · Magyarország (HUN) · Klampár Tibor · Kriston Zsolt · 0:2 · India (IND) · Kamlesh Mehta · Sujay Ghorpade · 0:2 · Tunézia (TUN) · Mourad Sta · Sofiane Ben Letaief · 2:1 · Kína (CHN) · Csen Lung-can (Chen Longcan) · Iszeki Szeikó · 0:2         | 7.         |                   | kiesett           | kiesett           | kiesett           | 25.      |

Női
| Versenyző                                            | Versenyszám | Csoportkör | Csoportkör | Nyolcaddöntő                                              | Negyeddöntő       | Elődöntő          | Döntő             | Helyezés |
| Versenyző                                            | Versenyszám | Ellenfél Eredmény | Hely.      | Ellenfél Eredmény                                         | Ellenfél Eredmény | Ellenfél Eredmény | Ellenfél Eredmény | Helyezés |
| ---------------------------------------------------- | ----------- | --- | ---------- | --------------------------------------------------------- | ----------------- | ----------------- | ----------------- | -------- |
| Mók Khá-szá (Mok Ka Sha)                             | Egyes       | D csoport · Lau Wai Cheng (MAS) · 3:0 · Li Huj-fen (Li Huifen) (CHN) · 0:3 · Patricia Offel (GHA) · 3:0 · Isida Kijomi (JPN) · 3:0 · Kerri Tepper (AUS) · 3:0 | 2.         | Flyura Bulatova (URS) · 21–17, 14–21, 24–22, 15–21, 10–21 | kiesett           | kiesett           | kiesett           | 9.       |
| Höü Szou-hung (Hui So Hung)                          | Egyes       | B csoport · Lin Li-zsu (Lin Li-Ju) (TPE) · 1:3 · Jaklein Al-Duqom (JOR) · 3:0 · Elizabeth Popper (VEN) · 3:0 · Jang Jongdzsa (Yang Yeong-Ja) (KOR) · 0:3 · Renata Kasalová (TCH) · 2:3 | 4.         | kiesett                                                   | kiesett           | kiesett           | kiesett           | 25.      |
| Höü Szou-hung (Hui So Hung) Mók Khá-szá (Mok Ka Sha) | Páros       | A csoport · Jugoszlávia (YUG) · Gordana Perkučin · Jasna Fazlić-Reed · 0:2 · Magyarország (HUN) · Bátorfi Csilla · Urbán Edit · 0:2 · Tajvan (TPE) · Csang Hsziu-jü (Chang Hsiu-Yu) · Lin Li-zsu (Lin Li-Ju) · 1:2 · Ausztrália (AUS) · Kerri Tepper · Nadia Bisiach · 1:2 · Nigéria (NGR) · Iyabo Akanmu · Kuburat Owolabi · 2:0 · Dél-Korea (KOR) · Hjon Dzsonghva (Hyeon Jeong-Hwa) · Jang Jongdzsa (Yang Yeong-Ja) · 0:2 · Szovjetunió (URS) · Flyura Bulatova-Abbate · Olena Kovtun · 1:2 | 6.         |                                                           | kiesett           | kiesett           | kiesett           | 11.      |

## Atlétika
Férfi
| Versenyző                          | Versenyszám | Előfutam | Előfutam | Előfutam | Negyeddöntő | Negyeddöntő | Negyeddöntő | Elődöntő | Elődöntő | Elődöntő | Döntő   | Döntő    |
| Versenyző                          | Versenyszám | Idő      | Hely.    | Össz.    | Idő         | Hely.       | Össz.       | Idő      | Hely.    | Össz.    | Idő     | Helyezés |
| ---------------------------------- | ----------- | -------- | -------- | -------- | ----------- | ----------- | ----------- | -------- | -------- | -------- | ------- | -------- |
| Lőng Ving-kvóng (Leung Wing Kwong) | 100 m       | 10,82    | 6.       | 70.      | kiesett     | kiesett     | kiesett     | kiesett  | kiesett  | kiesett  | kiesett | kiesett  |
| Lőng Ving-kvóng (Leung Wing Kwong) | 200 m       | 21,69    | 4.       | 43.      | kiesett     | kiesett     | kiesett     | kiesett  | kiesett  | kiesett  | kiesett | kiesett  |

Női
| Versenyző       | Versenyszám | Előfutam | Előfutam | Előfutam | Negyeddöntő | Negyeddöntő | Negyeddöntő | Elődöntő | Elődöntő | Elődöntő | Döntő   | Döntő    |
| Versenyző       | Versenyszám | Idő      | Hely.    | Össz.    | Idő         | Hely.       | Össz.       | Idő      | Hely.    | Össz.    | Idő     | Helyezés |
| --------------- | ----------- | -------- | -------- | -------- | ----------- | ----------- | ----------- | -------- | -------- | -------- | ------- | -------- |
| Ng Ka Yee       | 100 m       | 12,18    | 7.       | 53.      | kiesett     | kiesett     | kiesett     | kiesett  | kiesett  | kiesett  | kiesett | kiesett  |
| Ng Ka Yee       | 200 m       | 25,35    | 8.       | 50.      | kiesett     | kiesett     | kiesett     | kiesett  | kiesett  | kiesett  | kiesett | kiesett  |
| Cheung Suet Yee | 100 m gát   | 14,26    | 8.       | 30.      | kiesett     | kiesett     | kiesett     | kiesett  | kiesett  | kiesett  | kiesett | kiesett  |

## Cselgáncs
| Versenyző                        | Versenyszám | Csoport | Selejtező                       | 32-es főtábla                       | Nyolcaddöntő                    | Negyeddöntő       | Elődöntő          | Vigaszág nyolcaddöntő | Vigaszág negyeddöntő           | Vigaszág elődöntő | Bronz- mérkőzés   | Döntő             | Helyezés |
| Versenyző                        | Versenyszám | Csoport | Ellenfél Eredmény               | Ellenfél Eredmény                   | Ellenfél Eredmény               | Ellenfél Eredmény | Ellenfél Eredmény | Ellenfél Eredmény     | Ellenfél Eredmény              | Ellenfél Eredmény | Ellenfél Eredmény | Ellenfél Eredmény | Helyezés |
| -------------------------------- | ----------- | ------- | ------------------------------- | ----------------------------------- | ------------------------------- | ----------------- | ----------------- | --------------------- | ------------------------------ | ----------------- | ----------------- | ----------------- | -------- |
| Lee Kan                          | Légsúly     | B       | erőnyerő                        | Gilberto García (DOM) · 1000–0000   | Kevin Asano (USA) · 0000–1010   |                   |                   |                       | Petr Šedivák (TCH) · 0000–1000 | kiesett           | kiesett           |                   | 9.       |
| Au Woon Yiu                      | Harmatsúly  | B       | erőnyerő                        | Eduardo Landazury (COL) · 0000–0010 | kiesett                         | kiesett           | kiesett           |                       |                                |                   |                   |                   | 20.      |
| Cőng Szíu-chín (Chong Siao Chin) | Könnyűsúly  | A       | Wiesław Błach (POL) · 0000–1010 | kiesett                             | kiesett                         | kiesett           | kiesett           |                       |                                |                   |                   |                   | 33.*     |
| Lam Lap Hing                     | Váltósúly   | B       | erőnyerő                        | Magnus Büchel (LIE) · 1001–0000     | Kevin Doherty (CAN) · 0000–1000 | kiesett           | kiesett           |                       |                                |                   |                   |                   | 14.      |
| Ng Chiu Fan                      | Középsúly   | A       | erőnyerő                        | Georgi Petrov (BUL) · 0000–1000     | kiesett                         | kiesett           | kiesett           |                       |                                |                   |                   |                   | 19.      |

* - Az A csoportban szereplő, eredetileg bronzérmes brit Kerrith Brownt utólag kizárták, ezért Chong Siao Chin a 34. helyett a 33. helyen végzett.

## Íjászat
Férfi
| Versenyző     | Versenyszám | Selejtező | Selejtező | Nyolcaddöntő | Nyolcaddöntő | Negyeddöntő | Negyeddöntő | Elődöntő | Elődöntő | Döntő   | Döntő    |
| Versenyző     | Versenyszám | Pont      | Hely.     | Pont         | Hely.        | Pont        | Hely.       | Pont     | Hely.    | Pont    | Helyezés |
| ------------- | ----------- | --------- | --------- | ------------ | ------------ | ----------- | ----------- | -------- | -------- | ------- | -------- |
| Fok Ming Shan | Egyéni      | 1162      | 68.       | kiesett      | kiesett      | kiesett     | kiesett     | kiesett  | kiesett  | kiesett | kiesett  |
| Lai Chi Hung  | Egyéni      | 1232      | 39.       | kiesett      | kiesett      | kiesett     | kiesett     | kiesett  | kiesett  | kiesett | kiesett  |

Női
| Versenyző    | Versenyszám | Selejtező | Selejtező | Nyolcaddöntő | Nyolcaddöntő | Negyeddöntő | Negyeddöntő | Elődöntő | Elődöntő | Döntő   | Döntő    |
| Versenyző    | Versenyszám | Pont      | Hely.     | Pont         | Hely.        | Pont        | Hely.       | Pont     | Hely.    | Pont    | Helyezés |
| ------------ | ----------- | --------- | --------- | ------------ | ------------ | ----------- | ----------- | -------- | -------- | ------- | -------- |
| Chan Siu Yuk | Egyéni      | 1055      | 61.       | kiesett      | kiesett      | kiesett     | kiesett     | kiesett  | kiesett  | kiesett | kiesett  |

## Kajak-kenu
Férfi
| Versenyző        | Versenyszám        | Előfutam | Előfutam | Előfutam | Vigaszág | Vigaszág | Vigaszág | Elődöntő | Elődöntő | Elődöntő | Döntő   | Döntő    |
| Versenyző        | Versenyszám        | Idő      | Hely.    | Össz.    | Idő      | Hely.    | Össz.    | Idő      | Hely.    | Össz.    | Idő     | Helyezés |
| ---------------- | ------------------ | -------- | -------- | -------- | -------- | -------- | -------- | -------- | -------- | -------- | ------- | -------- |
| Tang Kwok Cheung | Kajak egyes 500 m  | 2:01,92  | 5.       | 18.      | 2:12,91  | 4.       | 4.       | 2:03,22  | 5.       | 16.      | kiesett | kiesett  |
| Luk Kwok Sun     | Kajak egyes 1000 m | 4:27,84  | 6.       | 19.      | 4:30,20  | 5.       | 10.      | kiesett  | kiesett  | kiesett  | kiesett | kiesett  |

## Kerékpározás

### Országúti kerékpározás
Férfi
| Versenyző                                                                                           | Versenyszám     | Idő                  | Helyezés |
| --------------------------------------------------------------------------------------------------- | --------------- | -------------------- | -------- |
| Hung Chung-jam (Hung Chung Yam)                                                                     | Mezőnyverseny   | 4:32:46 (+0:24)      | 12.      |
| Lőng Hung-tak (Leung Hung Tak)                                                                      | Mezőnyverseny   | 4:32:56 (+0:34)      | 50.      |
| Chow Tai Ming                                                                                       | Mezőnyverseny   | 4:32:56 (+0:34)      | 55.      |
| Höü Cák-pó (Hui Chak Bor) Hung Chung-jam (Hung Chung Yam) Lőng Hung-tak (Leung Hung Tak) Yu Kau Wai | Csapat időfutam | 2:16:43,6 (+18:55,9) | 25.      |

## Műugrás
Férfi
| Versenyző      | Versenyszám    | Selejtező | Selejtező | Döntő   | Döntő    |
| Versenyző      | Versenyszám    | Pont      | Helyezés  | Pont    | Helyezés |
| -------------- | -------------- | --------- | --------- | ------- | -------- |
| Tang Kei Shan  | Egyéni műugrás | 298,08    | 34.       | kiesett | kiesett  |
| Wong Kin Chung | Egyéni műugrás | 263,16    | 35.       | kiesett | kiesett  |

## Sportlövészet
Férfi
| Versenyző | Versenyszám    | Selejtező | Selejtező | Döntő   | Döntő    |
| Versenyző | Versenyszám    | Pont      | Helyezés  | Pont    | Helyezés |
| --------- | -------------- | --------- | --------- | ------- | -------- |
| U Gilbert | Szabadpisztoly | 552       | 29.       | kiesett | kiesett  |

## Úszás
Férfi
| Versenyző                                                         | Versenyszám            | Előfutam | Előfutam | Előfutam | Döntő   | Döntő   | Döntő   | Helyezés |
| Versenyző                                                         | Versenyszám            | Idő      | Hely.    | Össz.    | Típus   | Idő     | Hely.   | Helyezés |
| ----------------------------------------------------------------- | ---------------------- | -------- | -------- | -------- | ------- | ------- | ------- | -------- |
| Léj Khaj-kam (Li Khai Kam)                                        | 100 m gyors            | 53,70    | 4.       | 50.      | kiesett | kiesett | kiesett | kiesett  |
| Léj Khaj-kam (Li Khai Kam)                                        | 50 m gyors             | 24,30    | 3.       | 35.      | kiesett | kiesett | kiesett | kiesett  |
| Michael Wright                                                    | 50 m gyors             | 24,47    | 5.       | 39.      | kiesett | kiesett | kiesett | kiesett  |
| Michael Wright                                                    | 100 m gyors            | 53,64    | 3.       | 49.      | kiesett | kiesett | kiesett | kiesett  |
| Tsang Yi Ming                                                     | 100 m pillangó         | 57,84    | 6.       | 39.      | kiesett | kiesett | kiesett | kiesett  |
| Tsang Yi Ming                                                     | 200 m gyors            | 2:01,02  | 7.       | 56.      | kiesett | kiesett | kiesett | kiesett  |
| Li Arthur                                                         | 200 m gyors            | 1:58,10  | 5.       | 51.      | kiesett | kiesett | kiesett | kiesett  |
| Li Arthur                                                         | 400 m gyors            | 4:18,50  | 5.       | 45.      | kiesett | kiesett | kiesett | kiesett  |
| Li Arthur                                                         | 200 m vegyes           | 2:17,10  | 7.       | 48.      | kiesett | kiesett | kiesett | kiesett  |
| Yip Hor Man                                                       | 200 m vegyes           | 2:14,65  | 7.       | 40.      | kiesett | kiesett | kiesett | kiesett  |
| Yip Hor Man                                                       | 100 m hát              | 1:01,91  | 3.*      | 42.*     | kiesett | kiesett | kiesett | kiesett  |
| Michael Wright Léj Khaj-kam (Li Khai Kam) Li Arthur Tsang Yi Ming | 4 × 100 m gyorsváltó   | 3:34,78  | 6.       | 16.      | kiesett | kiesett | kiesett | kiesett  |
| Watt Kam Sing                                                     | 100 m mell             | 1:08,03  | 5.       | 52.      | kiesett | kiesett | kiesett | kiesett  |
| Watt Kam Sing                                                     | 200 m mell             | 2:30,78  | 7.       | 48.      | kiesett | kiesett | kiesett | kiesett  |
| Yip Hor Man Watt Kam Sing Tsang Yi Ming Michael Wright            | 4 × 100 m vegyes váltó | 4:05,28  | 8.       | 22.      | kiesett | kiesett | kiesett | kiesett  |

Női
| Versenyző                                                             | Versenyszám          | Előfutam | Előfutam | Előfutam | Döntő   | Döntő   | Döntő   | Helyezés |
| Versenyző                                                             | Versenyszám          | Idő      | Hely.    | Össz.    | Típus   | Idő     | Hely.   | Helyezés |
| --------------------------------------------------------------------- | -------------------- | -------- | -------- | -------- | ------- | ------- | ------- | -------- |
| Tsang Wing Sze                                                        | 100 m hát            | 1:10,50  | 3.       | 35.      | kiesett | kiesett | kiesett | kiesett  |
| Tsang Wing Sze                                                        | 50 m gyors           | 29,14    | 7.       | 45.      | kiesett | kiesett | kiesett | kiesett  |
| Hung Szí-khéj (Hung Cee Kay)                                          | 50 m gyors           | 28,15    | 3.       | 35.      | kiesett | kiesett | kiesett | kiesett  |
| Hung Szí-khéj (Hung Cee Kay)                                          | 100 m gyors          | 1:00,18  | 8.       | 42.      | kiesett | kiesett | kiesett | kiesett  |
| Hung Szí-khéj (Hung Cee Kay)                                          | 100 m pillangó       | 1:06,94  | 7.       | 31.      | kiesett | kiesett | kiesett | kiesett  |
| Hung Szí-khéj (Hung Cee Kay)                                          | 200 m gyors          | 2:13,61  | 8.       | 42.      | kiesett | kiesett | kiesett | kiesett  |
| Fenella Ng                                                            | 200 m gyors          | 2:10,43  | 3.       | 36.      | kiesett | kiesett | kiesett | kiesett  |
| Fenella Ng                                                            | 100 m gyors          | 1:01,27  | 5.       | 45.      | kiesett | kiesett | kiesett | kiesett  |
| Hung Szí-khéj (Hung Cee Kay) Fenella Ng Tsang Wing Sze Annemarie Munk | 4 × 100 m gyorsváltó | 4:08,58  | 8.       | 14.      | kiesett | kiesett | kiesett | kiesett  |
| Annemarie Munk                                                        | 100 m pillangó       | 1:08,35  | 4.       | 36.      | kiesett | kiesett | kiesett | kiesett  |
| Annemarie Munk                                                        | 200 m vegyes         | 2:34,32  | 4.       | 32.      | kiesett | kiesett | kiesett | kiesett  |
| Annemarie Munk                                                        | 400 m vegyes         | 5:24,11  | 6.       | 29.      | kiesett | kiesett | kiesett | kiesett  |

* - egy másik versenyzővel azonos eredményt ért el

## Vitorlázás
Férfi
| Versenyző                     | Versenyszám     | Futam | Futam | Futam | Futam  | Futam   | Futam | Futam | Pontszám | Helyezés |
| Versenyző                     | Versenyszám     | 1     | 2     | 3     | 4      | 5       | 6     | 7     | Pontszám | Helyezés |
| ----------------------------- | --------------- | ----- | ----- | ----- | ------ | ------- | ----- | ----- | -------- | -------- |
| Wong Sam                      | Divízió II      | 43,0  | 39,0  | 40,0  | 37,0   | (52,0*) | 42,0  | 52,0* | 253,0    | 39.      |
| Nicholas Bryan                | Finn dingi      | 32,0  | 32,0  | 31,0  | (33,0) | 29,0    | 30,0  | 24,0  | 178,0    | 27.      |
| Eric Lockyear Timothy Parsons | Repülő hollandi | 26,0  | 26,0  | 26,0  | (27,0) | 24,0    | 25,0  | 25,0  | 152,0    | 21.      |

* - nem ért célba

## Vívás
Férfi
| Versenyző                                                                     | Versenyszám       | Selejtező | Selejtező | Selejtező | Selejtező | Selejtező         | Selejtező | Főtábla           | Főtábla           | Főtábla           | Vigaszág          | Vigaszág          | Vigaszág          | Vigaszág          | Negyeddöntő       | Elődöntő          | Döntő             | Helyezés |
| Versenyző                                                                     | Versenyszám       | 1. kör | 1. kör    | 2. kör | 2. kör    | 3. kör            | 3. kör    | 1. kör            | 2. kör            | 3. kör            | 1. kör            | 2. kör            | 3. kör            | 4. kör            | Negyeddöntő       | Elődöntő          | Döntő             | Helyezés |
| Versenyző                                                                     | Versenyszám       | Ellenfél Eredmény | Hely.     | Ellenfél Eredmény | Hely.     | Ellenfél Eredmény | Hely.     | Ellenfél Eredmény | Ellenfél Eredmény | Ellenfél Eredmény | Ellenfél Eredmény | Ellenfél Eredmény | Ellenfél Eredmény | Ellenfél Eredmény | Ellenfél Eredmény | Ellenfél Eredmény | Ellenfél Eredmény | Helyezés |
| ----------------------------------------------------------------------------- | ----------------- | --- | --------- | --- | --------- | ----------------- | --------- | ----------------- | ----------------- | ----------------- | ----------------- | ----------------- | ----------------- | ----------------- | ----------------- | ----------------- | ----------------- | -------- |
| Choy Kam Shing                                                                | Tőr, egyéni       | 6. csoport · Austin Thomas (ARU) · 5–1 · Robert Davidson (AUS) · 4–5 · Liu Jün-hung (Liu Yunhong) (CHN) · 2–5 · Joachim Wendt (AUT) · 0–5 · Bogusław Zych (POL) · 1–5    | 5.        | kiesett | kiesett   | kiesett           | kiesett   | kiesett           | kiesett           | kiesett           | kiesett           | kiesett           | kiesett           | kiesett           | kiesett           | kiesett           | kiesett           | 53.      |
| Léj Cung-man (Lee Chung Man)                                                  | Tőr, egyéni       | 12. csoport · Stephen Angers (CAN) · 5–3 · José Bandeira (POR) · 2–5 · Thierry Soumagne (BEL) · 0–5 · Lao Sao-pej (Lao Shaopei) (CHN) · 3–5 · Andrea Borella (ITA) · 1–5 | 6.        | kiesett | kiesett   | kiesett           | kiesett   | kiesett           | kiesett           | kiesett           | kiesett           | kiesett           | kiesett           | kiesett           | kiesett           | kiesett           | kiesett           | 57.      |
| Weng Tak Fung                                                                 | Tőr, egyéni       | 10. csoport · Michel Youssef (LIB) · 1–5 · Udo Wagner (GDR) · 1–5 · Benoît Giasson (CAN) · 3–5 · Csang Cse-cseng (Zhang Zhicheng) (CHN) · 2–5 · Laurent Bel (FRA) · 1–5  | 6.        | kiesett | kiesett   | kiesett           | kiesett   | kiesett           | kiesett           | kiesett           | kiesett           | kiesett           | kiesett           | kiesett           | kiesett           | kiesett           | kiesett           | 65.      |
| Chan Khaj-száng (Chan Kai Sang)                                               | Párbajtőr, egyéni | 12. csoport · Abdul Rahman Khalid (BRN) · 5–1 · Thierry Soumagne (BEL) · 4–5 · Uwe Proske (GDR) · 0–5 · Michel Poffet (SUI) · 1–5 ·                                      | 4.        | 11. csoport · Roberto Lazzarini (BRA) · 2–5 · Mihajlo Tisko (URS) · 2–5 · Jerri Bergström (SWE) · 0–5 · Kolczonay Ernő (HUN) · 4–5 · | 5.        | kiesett           | kiesett   | kiesett           | kiesett           | kiesett           | kiesett           | kiesett           | kiesett           | kiesett           | kiesett           | kiesett           | kiesett           | 59.      |
| Tong King King                                                                | Párbajtőr, egyéni | 10. csoport · Witold Gadomski (POL) · 5–1 · Patrice Gaille (SUI) · 0–5 · John Llewellyn (GBR) · 3–5 · Philippe Riboud (FRA) · 2–5 ·                                      | 5.        | kiesett | kiesett   | kiesett           | kiesett   | kiesett           | kiesett           | kiesett           | kiesett           | kiesett           | kiesett           | kiesett           | kiesett           | kiesett           | kiesett           | 64.      |
| Tang Wing Keung                                                               | Párbajtőr, egyéni | 11. csoport · Austin Thomas (ARU) · 4–5 · Axel Birnbaum (AUT) · 4–5 · Martin Brill (NZL) · 2–5 · Mihajlo Tisko (URS) · 1–5 · Lars Winter (FIN) · 0–5 ·                   | 6.        | kiesett | kiesett   | kiesett           | kiesett   | kiesett           | kiesett           | kiesett           | kiesett           | kiesett           | kiesett           | kiesett           | kiesett           | kiesett           | kiesett           | 77.      |
| Choy Kam Shing Léj Cung-man (Lee Chung Man) Tong King King Weng Tak Fung      | Tőr, csapat       | 2. csoport · Szovjetunió (URS) · 0–9 · Lengyelország (POL) · 0–9 · Kanada (CAN) · 1–9                                                                                    | 4.        | |           |                   |           |                   |                   |                   |                   |                   |                   |                   | kiesett           | kiesett           | kiesett           | 16.      |
| Chan Khaj-száng (Chan Kai Sang) Choy Kam Shing Tang Wing Keung Tong King King | Párbajtőr, csapat | 5. csoport · Svájc (SUI) · 1–9 · Kolumbia (COL) · 2–9 | 3.        | |           |                   |           | kiesett           |                   |                   |                   |                   |                   |                   | kiesett           | kiesett           | kiesett           | 17.      |

Női
| Yung Yim King | Tőr, egyéni | 3. csoport · Sin Szongdzsa (Sin Seong-Ja) (KOR) · 2–5 · Luan Csü-csie (Luan Ju-jie) (CHN) · 0–5 · Anna Sobczak (POL) · 0–5 · Caitlin Bilodeaux (USA) · 0–5 · | 5. | kiesett | kiesett | kiesett | kiesett | kiesett | kiesett | kiesett | kiesett | kiesett | kiesett | kiesett |